# Ехо (митология)
Вижте пояснителната страница за други значения на Ехо.
Ехо (на гръцки: Ηχώ) в древногръцката митология е нимфа ореада, която била влюбена в гласа си и с която се свързва произхода на ехото.

## Митология
Зевс обичал красивите нимфи и често ги посещавал на земята. Ревнивата Хера, станала подозрителна и ненадейно слязла на земята и тя, опитвайки се да го хване докато е с някоя нимфа. За да спаси своите приятелки, нимфите, и да забави Хера, Ехо я заговорила. Хера, накрая разбрала защо я бави Ехо и я наказала да може да казва само последните думи на хорските изречения.
Докато Ехо страдала от това наказание, срещнала Нарцис, който бил толкова красив, че всяко момиче, незабавно се влюбвало в него щом го види. Нарцис обаче бил безчувствен и не обичал никоя. Ехо не можела да говори с него, но изпитвала нужда да го вижда. Криела се така, че само тя да може да го наблюдава тайно. Веднъж Нарцис се загубил и се провикнал „Има ли някой тук?“. Ехо отвърнала „Тук, тук, тук.“ Нарцис казал, да се покаже, този, който се крие. Ехо излязла и тъй като не можела да говори, използвала ръцете си, за да му покаже колко много го обича. Нарцис не отвърнал на чувствата ѝ. Ехо била съсипана. Отказвала да яде и отслабнала, докато загубила гласа си.
Според друга версия Ехо била невероятна танцьорка и певица и презирала любовта на всички мъже. Това ядосало развратния Пан и той подучил нейните придружители да я убият. Ехо била разкъсана на парчета и тялото ѝ – разпръснато по цялата земя. Гласът ѝ останал да повтаря последните думи на другите. В някои версии Ехо и Пан имали едно дете: Ямб.
Има една легенда за Ехо. В нея се разказва как нимфата Ехо била много силно влюбена в един млад момък на име Ерик. Но той бил самовлюбен и егоистичен и не отвърнал на нейната любов. В своята мъка тя залиняла и обещала, че няма да каже и една вярна дума, докато любимият ѝ не ѝ обърне внимание. Нейните приятелки започнали да идват при нея и да ѝ разказват за тях и техните любими, а тя само повтаряла техните думи. След време тя толкова залиняла, че най-накрая се превърнала само в отражение – нарекли го Ехо.

## Ехото в българските народни вярвания
В народния светоглед на българите се смята, че ехото е отклик на нечист и опасен дух, който живее в горите. На него човек не бива да отговаря, защото рискува да загуби слуха или зрението си. Понякога се отъждествява с планинската юда, приемана като владетелка на пустите планински места и природните стихии.